# Оппегор, Фредрик
Фре́дрик О́ппегор (норв. Fredrik Oppegård; род. 7 августа 2002, Осло) — норвежский футболист, левый защитник французского клуба «Осер».

## Клубная карьера
Фредрик Оппегор родился в Осло и начал свою молодёжную карьеру в норвежском столичном клубе третьего дивизиона КФУМ, выступая за этот клуб с 2014 по 2016 годы. Сезон 2017 года он начал в молодёжной команде «Волеренги», за которую выступал два с половиной года, проведя за резервную команду 10 игр. 
Летом 2019 года им заинтересовался нидерландский ПСВ, подписавший с ним контракт в начале августа того же года. Там же началась его профессиональная карьера. Фредрик боролся за постоянное место в составе молодежной команды «Йонг ПСВ» и занял позицию левого защитника. До конца сезона, который был прерван в связи с пандемией COVID-19, он сыграл в 18 из 20 игр в юниорской лиге Эредивизи и в кубковых соревнованиях. В апреле 2020 года, Оппегор подписал контракт до 2023 года. Начав сезон  2020/21 в юношеской команде, он успел поиграть и за резервную, а 19 декабря 2020 года дебютировал в первой команде в Эредивизи под руководством немецкого тренера Рогера Шмидта. 18-летний футболист вышел на замену Филиппу Максу незадолго до конца игры против «Валвейка», в котором ПСВ победил со счётом 4:1. 2 августа 2022 года, дебютировал в Лиге чемпионов 2022/23, в матче третьего квалификационного раунда против французского «Монако».
В январе 2023 года перешёл на правах аренды в «Гоу Эхед Иглз».
В январе 2024 года до конца сезона 2023/24 перешёл на правах аренды в «Хераклес».
29 января 2025 года перешёл во французский «Осер», подписав контракт на 3,5 года до середины 2028 года.

## Международная карьера
В 2017 году Фредрик Оппегор, был вызван в национальную сборную Норвегии до 15 лет, за которую провёл 2 игры. 5 августа 2018 года  дебютировал за сборную Норвегии до 16 лет, сыграв товарищеский матч против Китая в Аргире, (Фарерские острова). В этой сборной Оппегор сыграл 10 матчей и забил 5 голов. В 2019 календарном году он также провёл 5 игр за сборную Норвегии до 17. В том же году он сыграл в 8 матчах за сборную до 18 лет. А через 2 года был вызван молодежную сборную, проведя за неё 3 игры и забыв 1 гол в 2021 году.

## Достижения
ПСВ
- Обладатель Суперкубка Нидерландов: 2021 [10]